# Bundesamt für Logistik und Mobilität
Das Bundesamt für Logistik und Mobilität (BALM) ist eine selbstständige Bundesoberbehörde im Geschäftsbereich des Bundesministeriums für Digitales und Verkehr (BMDV) und erfüllt Aufgaben im Bereich des Güterkraft- und des Personenverkehrs. Das Bundesamt für Logistik und Mobilität hat seinen Sitz in Köln; Präsident ist Christian Hoffmann, Vizepräsident ist Bernd Krekeler.

## Geschichte

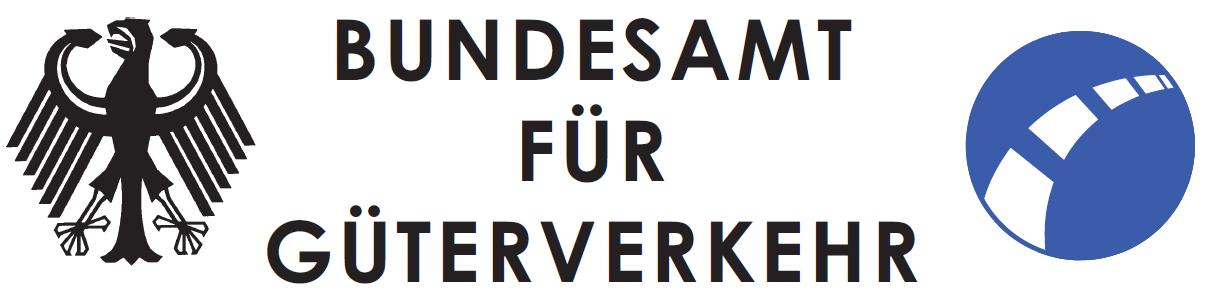
Ehemaliges Logo

Ehemaliges Logo bis 2022

Aufgrund des mit dem wirtschaftlichen Aufschwung der Bundesrepublik Deutschland Anfang der 1950er Jahre einhergegangenen Anstiegs des Güterverkehrsaufkommens wurde im am 18. Oktober 1952 in Kraft getretenen Güterkraftverkehrsgesetz die Errichtung der Bundesanstalt für den Güterfernverkehr als bundesunmittelbare Anstalt des öffentlichen Rechts  zur „Herstellung und Gewährleistung der Ordnung im Güterfernverkehr innerhalb seiner verschiedenen Zweige und im Verhältnis zu anderen Verkehrsträgern“ vorgesehen. Die Behörde wurde 1953 gebildet.

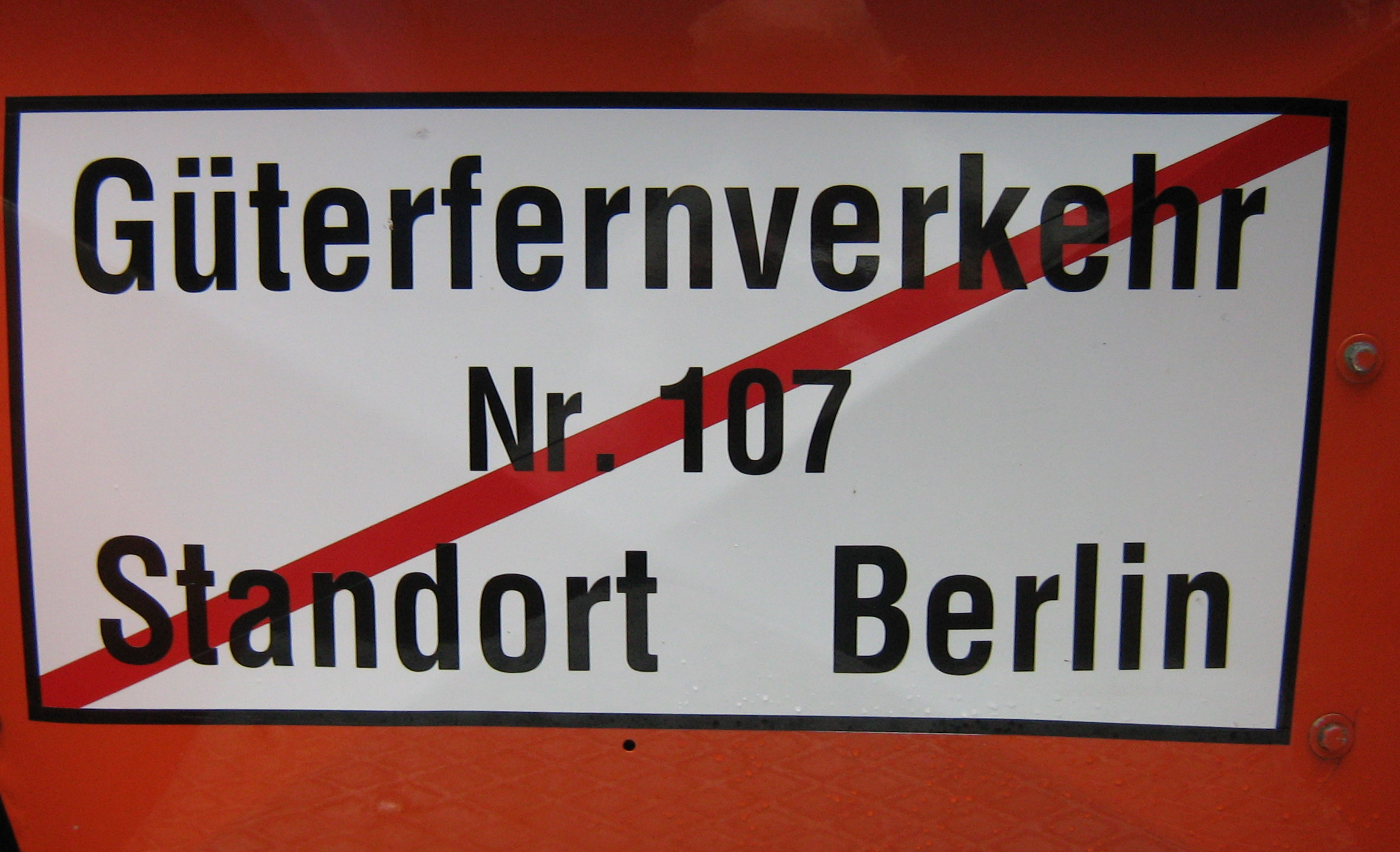
Tafel an LKW für gewerblichen Güterfernverkehr wurden mit rotem Diagonalstrich markiert

Hans-Christoph Seebohm war ununterbrochen von 1949 bis 1966 Bundesminister für Verkehr; die sogenannten „Seebohm'schen Gesetze“ beschränkten Mitte der 1950er Jahre drastisch die Maße und Gewichte von LKW, um die Bahn wieder konkurrenzfähiger zu machen. Es gab eine Vielzahl von Regelungen zu beachten und zu kontrollieren. Bereits seit 1931 bedurfte der gewerbliche Güternahverkehr in Deutschland im Umkreis bis 50 km einer Genehmigung und der nachweislichen Fach- und Sachkunde. Die Lastkraftwagen trugen dazu Tafeln mit der Aufschrift nach dem Schema „Güternahverkehr Standort Gütersloh“, teils mit Nummer der Erlaubnis. Mit Auflagen wie Fahrtenbuch, Frachtbrief und Konzessionen noch strenger reglementiert, da u. a. in Konkurrenz zur Eisenbahn und Binnenschifffahrt und unter Verbrauch von importierten Rohstoffen wie Erdöl und Kautschuk, waren die gesetzlichen Bestimmungen beim gewerblichen Güterfernverkehr. Hierbei wurden die Schilder mit einem diagonalen roten Strich nicht durchgestrichen, sondern von weitem erkennbar gemacht. Die Interessenvertretung der Spediteure, der Bundesverband Güterkraftverkehr Logistik und Entsorgung, übernahm dieses verbotsähnliche Schema für das Kampagnen-Logo „fern schnell gut“. Der Bereich 50 bis 150 km waren Bezirksfernverkehr und mit blauem Strich markiert. Möbelwagen waren mit gelben Strich unterwegs.
Zum 1. Januar 1994 wurde die Behörde mit dem Tarifaufhebungsgesetz in das Bundesamt für Güterverkehr (BAG) umgewandelt.
Zum 1. Januar 2023 wurde die Behörde in Bundesamt für Logistik und Mobilität umbenannt.

## Aufgaben
Über seine klassischen Aufgabenbereiche in der Straßen-, Maut- und Betriebskontrolle bzw. Ahndung hinaus, verantwortet das Bundesamt für Logistik und Mobilität als Bewilligungsbehörde im Auftrag des BMDV umfangreiche Förderprogramme einer modernen und nachhaltigen Mobilitäts- und Verkehrspolitik. Mit seinen Marktstudien in Deutschland analysiert das Bundesamt für Logistik und Mobilität verkehrsträgerspezifische – und übergreifende Informationen und bereitet als Dienstleister des Verkehrsdatenmanagements verkehrspolitische Entscheidungsprozesse vor. Schließlich ist das Bundesamt für Logistik und Mobilität verantwortlich für die zivile Notfallvorsorge (ZN) im Straßenverkehr und stellt die Handlungsfähigkeit des Bundesamtes für Logistik und Mobilität in kurzfristigen Krisenlagen sicher.

### Straßenkontrolldienst
Straßenkontrollen sind das Hauptaufgabenfeld des Bundesamts für Logistik und Mobilität. Dadurch sollen die Straßenverkehrssicherheit erhöht und der Umweltschutz sichergestellt werden sowie die Einhaltung der Marktordnung im Straßengüterverkehr. Kontrolliert werden Lkw, Busse und deren Fahrer u. a. auf technische Sicherheit, Einhaltung der betreffenden Güterverkehrsgesetze (Lenkzeiten, Genehmigungen etc.) sowie allgemein des Verkehrsrechts (Fahrerlaubnis, Fahrtüchtigkeit usw.). Es werden auch gemeinsame Kontrollen mit anderen Behörden (Zoll, Polizei, verschiedene Landesämter) durchgeführt. Diese werden vom Sachbereich K der einzelnen Außenstellen koordiniert. 2020 wurden 437.411 Kontrollen durchgeführt. Bei 12,4 % der Kontrollen wurden Verstöße festgestellt.

### Mautkontrolldienst
Das Bundesamt war bis August 2003 für die Erhebung der bis dahin gültigen Autobahnbenutzungsgebühr (ABBG) durch die Eurovignette verantwortlich. Dabei handelte es sich um eine zeitlich gebundene Gebühr für LKW, nach deren Entrichtung die Benutzung des deutschen Autobahnnetzes für den bezahlten Zeitraum erlaubt war. 2003 wurden durch die Gebühren rund 367 Millionen Euro eingenommen. Seit Januar 2005 gilt die neue streckenbezogene Lkw-Maut. Das Bundesamt für Logistik und Mobilität überwacht die ordnungsgemäße Entrichtung der Lkw-Maut auf Autobahnen und Bundesstraßen im gesamten Bundesgebiet nach dem Bundesfernstraßenmautgesetz.
Das Bundesamt für Logistik und Mobilität führt den Verkehrskontrollen nachgelagerte Betriebskontrollen zur Überwachung güterkraftverkehrsrechtlicher und mautrechtlicher Bestimmungen durch. Der Betriebskontrolldienst des Bundesamts gliedert sich in die Bereiche Güterkraftverkehrsgesetz (GüKG) sowie Maut. Zudem führt das Bundesamt für Logistik und Mobilität als Bewilligungsbehörde Betriebsprüfungen im Bereich Zuwendungsverfahren durch.

### Marktzugang
Die Arbeit im Bereich Marktzugang besteht im Wesentlichen in Genehmigungsvergabe und Kontrolle, Betriebskontrollen, Zusammenarbeit mit zuständigen (Landes-)Ministerien sowie die internationale Kooperation mit Behörden und Unternehmen. Der Arbeitsbereich Marktzugang besteht aus dem Bereich Straßengüterkraftverkehr und grenzüberschreitendem Personenverkehr. Im Straßengüterverkehr werden nationale und internationale Regelungen für den Zugang zum Güterkraftverkehrsmarkt (gewerblicher Güterkraftverkehr und Werkverkehr) entwickelt. Das Bundesamt für Logistik und Mobilität erteilt Genehmigungen für den nationalen und internationalen Straßenverkehr. Dazu gehören bilaterale Genehmigungen und CEMT-Genehmigungen, Konzessionsabgaben sowie Gemeinschaftslizenzen.
Die Verhängung von Sanktionen besteht im Wesentlichen aus der Ermittlungstätigkeit und der Verhängung von Bußgeldern. 2020 wurden 28.020 Verfahren durchgeführt, bei denen eine Bußgeldsumme von rund 13 Millionen Euro verhängt wurde.

### Verkehrswirtschaft und Marktbeobachtung
Das Bundesamt für Logistik und Mobilität ist für die Beobachtung, Analyse und Auswertung des Marktgeschehens im Bereich des Verkehrs zuständig und nimmt Aufgaben im Bereich des Luftverkehrs wahr. Mit den Statistiken und Berichten, die das Bundesamt für Logistik und Mobilität erstellt, werden die Grundlagen für verkehrspolitische Entscheidungen und Gesetzesvorhaben im Bereich des Güterkraftverkehrs und Personenverkehrs geschaffen.
Die Marktbeobachtung betrifft die Zusammenarbeit des Bundesamts für Logistik und Mobilität mit der Privatwirtschaft sowie die Auswertung statistischer Daten, um die Gewährleistung eines geregelten Marktablaufes sicherzustellen. Durch die Marktbeobachtung sollen z. B. Dumping-Aktionen und strukturelle Probleme erkannt und eliminiert werden. Hier kommt die Gewinnabschöpfung zum Einsatz, um künftige Verstöße präventiv unwirtschaftlich zu machen. Ferner wird das Kabotageverbot überprüft.

### Krisenmanagement und zivile Notfallvorsorge
Das Bundesamt für Logistik und Mobilität nimmt in der Krisenprävention und Krisenbewältigung Aufgaben der zivilen Notfallvorsorge nach dem Verkehrsleistungsgesetz und Verkehrssicherstellungsgesetz sowie Krisenmanagementaufgaben unterhalb dieser gesetzlich vorgegebenen Schwellen für den Geschäftsbereich des BMDV in vergleichbaren Lagen wahr. Aktuell koordiniert ein vom Bundesamt für Logistik und Mobilität eingerichteter Krisenstab im Rahmen der Flüchtlingshilfe des Bundes die Verteilung und Beförderung in Deutschland ankommender Flüchtlinge aus der Ukraine.
Die Zivile Notfallvorsorge ist mit der Planung und Aufstellung der Transportorganisation des Bundes (TOB) befasst.

### Weiteres
Das Bundesamt für Logistik und Mobilität ist Bewilligungsbehörde für die folgenden Förderprogramme:
- Zur Ausrüstung von Kraftfahrzeugen mit Abbiegeassistenzsystemen (AAS),
- Güterverkehr (Umweltschutz und Sicherheit, Ausbildung, Weiterbildung sowie energiemindernde Komponenten und Flottenerneuerung),
- Rad- und Fußverkehr,
- ÖPNV-Modellprojekte,
- Lkw-Stellplätze (SteP)
- Betriebliches Mobilitätsmanagement

Das Bundesamt für Logistik und Mobilität ist der zentrale Projektträger zur Förderung des Radverkehrs im Auftrag des BMDV zur nachhaltigen Gestaltung einer sicheren und umweltgerechten Mobilität und zur Erreichung der Klimaschutzziele der Bundesregierung. Des Weiteren ist beim Bundesamt für Logistik und Mobilität die Geschäftsstelle Radnetz Deutschland eingerichtet worden, die das Förderprogramm des Bundes „Ausbau und Erweiterung des Radnetzes Deutschland“ umsetzt und die weiteren Schritte auf nationaler Eben koordinierend begleitet.
Mit dem Mobilitätsforum Bund fördert das Bundesamt für Logistik und Mobilität die nachhaltige Gestaltung einer sicheren und umweltgerechten Mobilität u. a. in der Umsetzung des Klimaschutzprogrammes 2030.

## Struktur

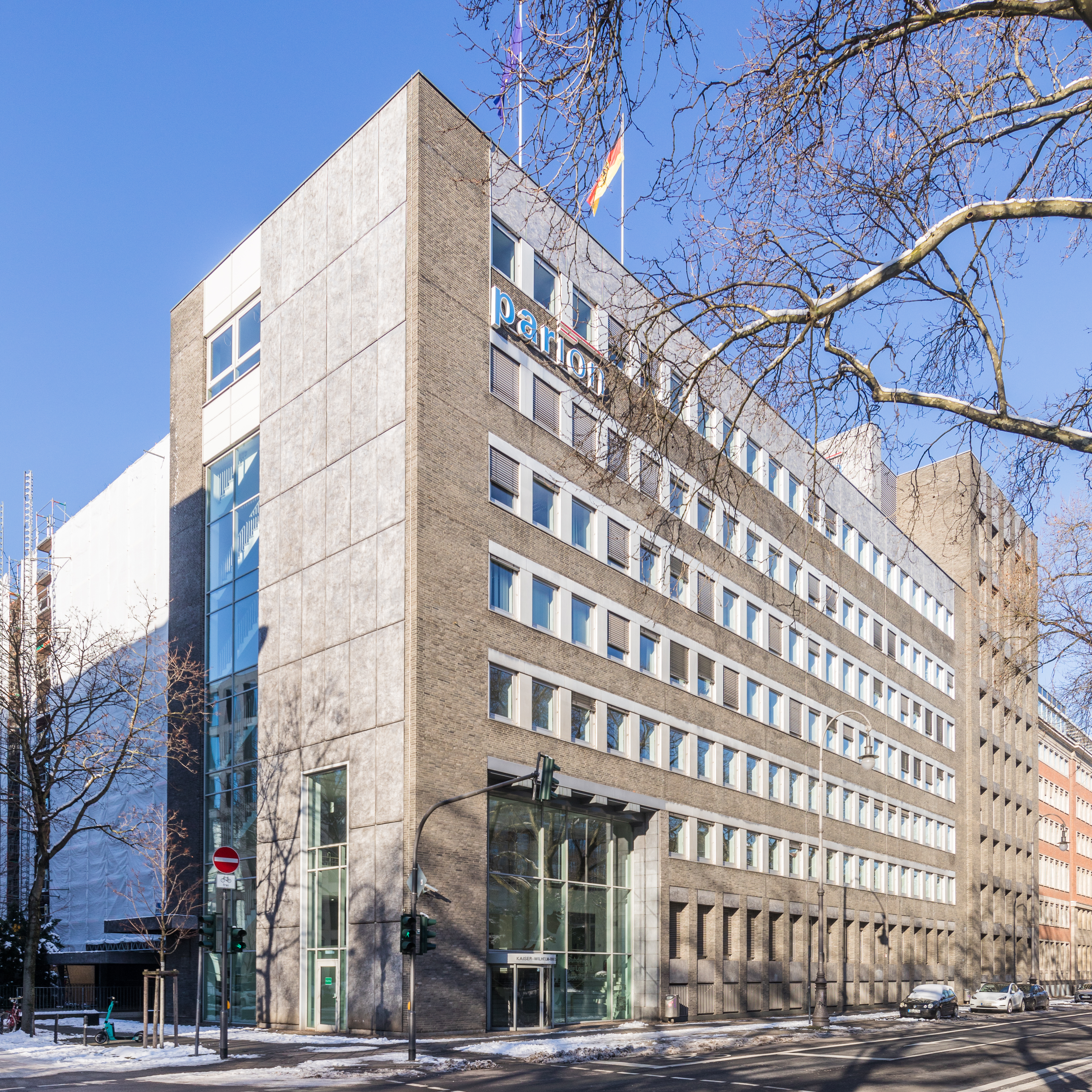
Bürogebäude Kaiser-Wilhelm-Ring 23–25, Köln

Die Behördenleitung obliegt einem Präsidenten, der am Kölner Hauptsitz arbeitet. Daneben gibt es noch weitere acht Außenstellen, darüber hinaus drei Außenstellen mit Schwerpunktaufgaben und einen Dienstsitz in Berlin.
Die Zentrale in Köln gliedert sich in sechs Abteilungen und 21 Referate, die sich mit den allgemeingültigen Aufgaben befassen. Die acht Außenstellen in Schwerin (mit Dienstposten Berlin), Hannover, Münster, Dresden, Erfurt, Mainz, Stuttgart und München sind für die Arbeit mit den Außenaufgaben verantwortlich. Sie sind in Sachbereiche aufgegliedert. Sachbereich K (Kontrolldienste) ist zuständig für die Koordination von Straßenkontrollen und die Zusammenarbeit mit anderen Behörden, Sachbereich A (Ahndung) ist zuständig für die Bußgeldbearbeitung und Sachbereich Z (Zentrale Dienste) für die Personalbearbeitung und die Materialbeschaffung bzw. -koordination. Die drei Außenstellen mit Schwerpunktaufgaben in Kiel, Bremen und Saarbrücken befassen sich ausschließlich mit ordnungsrechtlichen Verfahren gegen Gebietsfremde. Diese Außenstellen haben keinen Sachbereich K.

## Haushalt
Durch verschiedene Maßnahmen zur Ausweitung der Lkw-Maut betrugen die Einnahmen im Jahr 2021 nunmehr 7,6 Milliarden €. Nach Abzug der Ausgaben für Erhebung, Kontrolle und Mautharmonisierung fließen die Einnahmen zweckgebunden in die Verkehrsinfrastruktur; das heißt, sie werden zur Finanzierung von Bau, Erhaltung und Betrieb der Bundesfernstraßen verwendet.
Im Bundeshaushalt 2023 sind für das Bundesamt für Logistik und Mobilität Ausgaben von 74,989 Millionen Euro angegeben.

## Ausrüstung

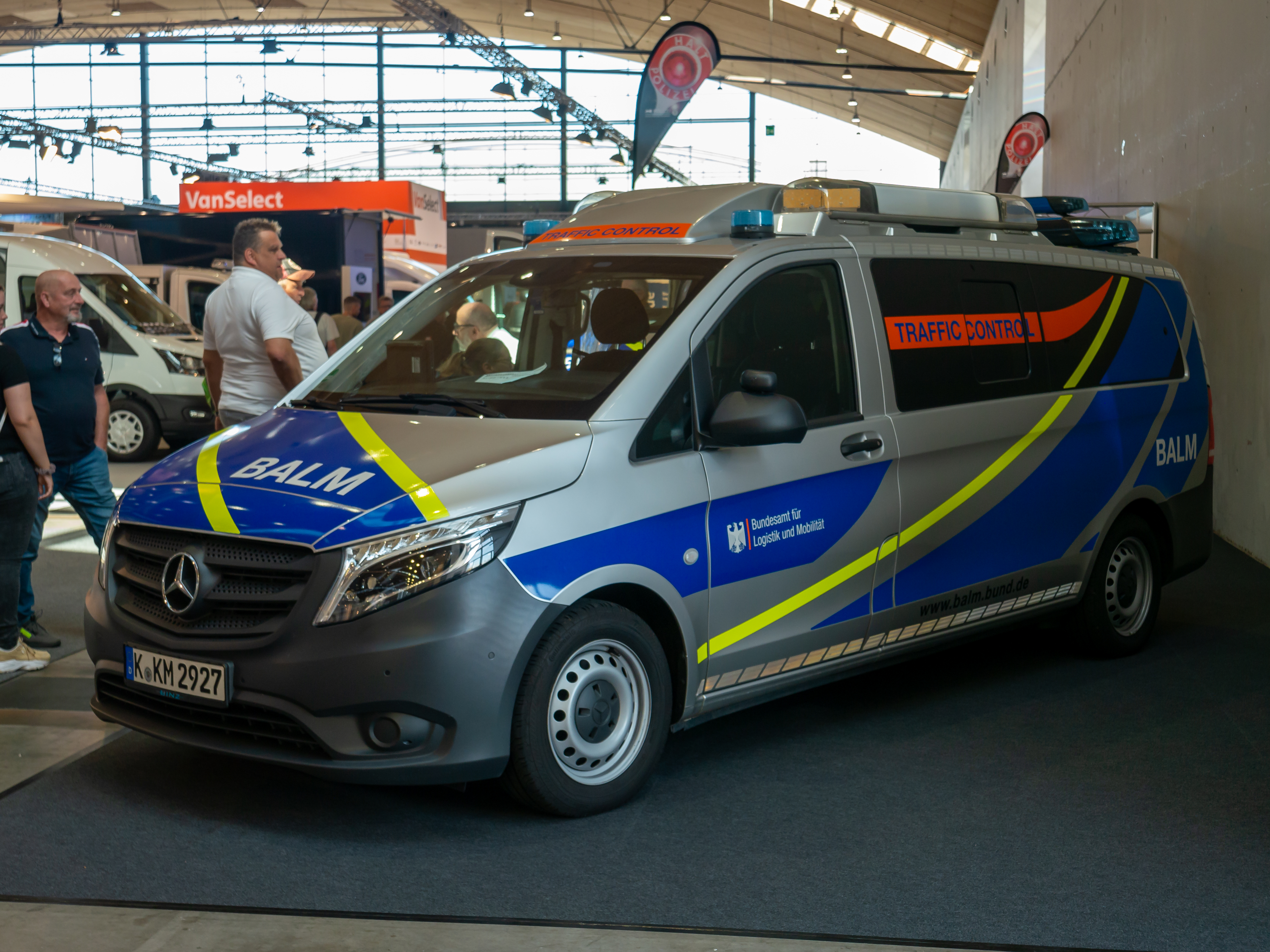
Kontrollfahrzeug des Straßenkontrolldienst (Digital) 2023

### Dienstkleidung
Die Mitarbeiter des Bundesamts für Logistik und Mobilität sind während ihrer Straßenkontrollen durch uniformähnliche Dienstbekleidung und neongelbe Warnwesten mit dem aufgedruckten Kürzel der Behörde bzw. durch auf dem Rücken angebrachte Patches erkennbar. Die dunkelblaue Hose und das dunkelblaue Hemd, zu besonderen Anlässen sowie in den Monaten Mai bis September darf ein weißes Hemd getragen werden, die denen der Polizei und des Zoll ähneln. Am beiden Oberarmen befindet sich durch Patch angebracht das Hoheitszeichen (Bundesadler mit dem Namen der Behörde). Als Kopfbedeckung tragen sie eine blaue Schirmmütze mit Bundesadler und einer Kokarde, auch Basecaps mit Bundesadler werden getragen.

### Sonderfahrzeuge
Neben dem normalen Fuhrpark verfügt das Bundesamt für Logistik und Mobilität noch über zwei Lichtmastwagen (LIMA) auf Basis zum Beleuchten der Kontrollplätze bei Nachtkontrollen. Einige Kontrollfahrzeuge sind mit Rad-/Achslastwaagen zur Feststellung von Gewichten (Überladungen) ausgestattet. Außerdem befinden sich Höhen- bzw. Längenmessstäbe in den Fahrzeugen, um Abweichungen bei den zulässigen Abmessungen festzustellen. Seit 2021 hat das Bundesamt für Logistik und Mobilität ein digitales Kontrollfahrzeug zur Serienreife gebracht. Die Fahrzeuge sind mit Sensoren und digitaler Technik ausgestattet und überprüfen LKW im Vorbeifahren binnen Sekunden auf zahlreiche mögliche Verstöße.